# 卡普拉尔巴
卡普拉尔巴（義大利語：Capralba），是意大利克雷莫纳省的一个市镇。总面积13平方公里，人口2465人，人口密度189.6人/平方公里（2009年）。国家统计（ISTAT）代码为019015。